# Тоги
Тоги (чечен. ТӀуга) — покинутый аул в Итум-Калинском районе Чеченской Республики.

## География
Расположен на левом берегу реки Маистихи, на границе с Грузией, к юго-западу от районного центра Итум-Кали.
Ближайшие населённые пункты и развалины бывших аулов: на севере — бывшие аулы Баст-Хайхи и Пуога, на северо-востоке — бывшие аулы Цекалой и Хахичу, на северо-западе — бывший аул Камалхи, на юго-востоке — бывший аул Чамги.